# Mabelle (Texas)
Mabelle est une communauté non incorporée située dans le Comté de Baylor, au Texas, aux États-Unis. 
Son bureau de poste a fermé en 1962. en 2000 sa population était de 9 habitants.